# 遠TONE音
遠TONE音（とおね）尺八の三塚幸彦、箏（琴・こと）の小野美穂子、ギターの曽山良一によるユニット。
1988年、倉橋ルイ子のツアーゲストとして尺八の三塚幸彦と、箏の小野美穂子が参加した折、当時倉橋ルイ子のバックバンドリーダーだったギターの曽山と意気投合、それまでの各の活動に終止符を打って遠TONE音を結成した。
三塚と曽山が北海道出身であることから、北海道をテーマとして作品作りを展開、地元北海道のメディアに頻繁に取り上げられ、ファン獲得にも成功、瞬く間に北海道全域でコンサートを展開するようになった。
当初ビクターエンタテインメントからアルバムデビューする予定だったが、最終段階で叶わず、急遽自費出版に切り替え、自主レーベル「ノーザンライツレコード」を設立。三人とも作曲をすることから全員がJASRAC（日本音楽著作権協会）に直接加盟することで著作権管理を行うようにした。期せずして全権利を保持したままの活動となる。これによりプロダクション等に気兼ねすることのない自由奔放な活動となり、そのことが「北海道らしさ」を増長し全国へと広がりを見せていった。NHKテレビ「人間マップ」（女優中井貴惠司会）に出演後、中井朗読とのジョイント、コーラスグループサーカスとのジョイントなど、邦楽器、和楽器の可能性を広げるだけではなく、調和のとれたサウンドで「元祖癒し系音楽」「ヒーリングミュージック」などと呼ばれるようになる。
このグループのサウンド的な特徴は、全員アコースティック楽器でありながらPAを前提としていることであり、楽器そのものの改良なども自分たちで行ってきたことが挙げられる。

## グループ名の由来
三塚と曽山がカルロス・サンタナのファンであり、たまたま曽山が買ってきたギター・マガジンにサンタナの特集があり、その中でサンタナが「僕のトーンは」という言葉を繰り返していた。「トーンはtone、ローマ字読みするととおね、尺八の世界には有名な鹿の遠音、という曲もあり、いい音であることを遠音が刺す、遠音がするなどという」という三塚の発言で、グループ名が遠音となり、漢字の間にTONEを配することとなった。
ちなみに、遠TONE音のロゴマークの漢字部分は実際に曽山が毛筆で書いた物を使用。

## アルバム作品
「The music of Earth 」[NLRCD-5039](1991年)
ビクターから発売予定だったが、直前に破談、自費出版に切り替えたがプレスはビクターに依頼していたため2ndアルバムまではビクターのロゴとナンバーが入っていた。
1. 「アンヌプリ」
2. 「カッコーの森」
3. 「風」
4. 「石狩川」
5. 「地球岬」
6. 「神」(カムイ )
7. 「陽光」
8. 「出発」(たびだち )

「The music of Earth II/2nd 」 [NLRCD-5069](1992年)
十勝ツアー中に作曲された曲が中心で、北海道ののびのびとした風景を感じさせる。
1. 「はるにれの木」
2. 「十勝野」
3. 「Toypira」(トイピラ )
4. 「The music of EARTH」 映画「ただひとたびの人」のテーマ曲として作曲された。
5. 「砂山」 作曲は中山晋平、 映画「ただひとたびの人」の挿入曲。
6. 「はまなす」
7. 「大地」
8. 「TOYA」

「The music of Earth/3rd」 [NLRCD-5099] (1995年)
当時ロサンゼルスで大活躍していたマスタリング・エンジニア　ボビー畑氏のマスタリングによる、遠TONE音のこだわりのCDアルバム。
1. 「北飛行」 (Riding the Northern Sky )
2. 「遠野」 (Tohno )
3. 「夏雨」 (Summer Rain )
4. 「子守歌」 (Lullaby )
5. 「霧の日」 (Misty Day )
6. 「夢飛め（ゆめひめ）」 (Give Wings Your Dreams )
7. 「花伝説」 (The Legend of Flowers )
8. 「郷愁」 (Going Home )
9. 「旅」 (Journey )
10. 「道」 (Our Own Way ) この曲には歌手みのや雅彦による詩が付いており、みのや歌唱によるシングルCDも出されている、サーカスとのジョイントも頻繁に行われている。BS朝日『映像歳時記 七十二候・旧暦が奏でる日本の美』テーマ曲。

「四季」 [NLRCD-5101] (1999年)
1999年、栃木県茂木ツインリンクもてぎで開催された国際航空連盟アエロバティックスワールドグランプリ用に作曲された音楽をCD化。
1. 「冬」（ Winter）
2. 「春」（ Spring）
3. 「夏」（ Summer）
4. 「秋」（ Autumn）

「The music of Earth/4th（Warmth）」 [NLRCD-5104] (2003年)
1. 「星空」(A Starlit Sky )
2. 「風薫る」(With Fresh Breezes )
3. 「樹もれ日」(Sunlight through the Leaves )
4. 「希望」(Hope )
5. 「時の流れ」(The Passage of Time )
6. 「おもいで」(Recollections )
7. 「錦秋」(Golden Autumn )
8. 「江差」(Esashi )
9. 「夜明け」(Dawn )
10. 「雪」(Snow Flurries )

「遠TONE音　Chiristmas」 [NLRCD-5111] (2006年)
遠TONE音サウンドでクリスマス曲を聴きたいという多くのリクエストに応えて作られたアルバム。北海道出身の作曲家、日高哲英をアレンジャーに抜擢、まさに北海道のクリスマス。
1. 「サンタが街にやってくる」 (Santa Claus Is Comin' To Town )
2. 「赤鼻のトナカイ～ジングルベル」 (Rudolph The Red Nosed Reindeer ～ Jingle Bells )
3. 「ホワイト・クリスマス」 (White Christmas )
4. 「ママがサンタにキスをした」 (I Saw Mommy Kissing Santa Claus )
5. 「きよしこの夜」 (Silent Night )
6. 「もろびとこぞりて」 (Joy to the World )
7. 「主よ、人の望みの喜びよ」 (Jesu, Joy Of Man's Desiring )
8. 「あら野のはてに」 (Gloria in Excelsis Deo )
9. 「神の御子は今宵しも」 (O Come, All Ye Faithful )
10. 「ウィ・ウィッシュ・ユー・ア・メリー・クリスマス」 (We Wish You A Merry Christmas )
11. 「ひいらぎ飾ろう 賛美歌第二編 129番」 (Deck the Hall )
12. 「もみの木」 (O Christmas Tree )
13. 「アヴェ・マリア」 (Ave Maria )
14. 「牧人ひつじを」 (The First Noel )

「遠TONE音」 [CHCB-10072] (2007年)
このアルバムのみパシフィックムーン・レコード（コロムビアミュージックエンタテインメント）から発表されている。海外向け販売を前提にテーマを北海道から「日本」へと広げた作品が中心。録音・ミックスはichiro、マスタリングは川崎洋 。
1. 「潮騒」
2. 「流水」
3. 「峠」
4. 「森」
5. 「遠野II」
6. 「雪景色」
7. 「茜雲」
8. 「古道」
9. 「祈り」